# Meschiidae
Meschiidae – rodzina pluskwiaków z  podrzędu różnoskrzydłych i nadrodziny Lygaeoidea. Obejmuje 12 opisanych gatunków. Zamieszkują krainy australijską i orientalną. Są fitofagami.

## Morfologia
Pluskwiaki o szeroko-jajowatym w zarysie ciele długości od 4 do 5,7 mm i szerokości od 1,6 do 2,5 mm. Grzbietowa strona ciała jest spłaszczona.
Znacznie szersza niż długa głowa ma na odcinku przed oczami niemal równoległe boki. Powierzchnię całej głowy pokrywają delikatne punkty i związane z nimi krótkie szczecinki o łuskowatym kształcie. Przyoczka leżą bliżej oczu złożonych niż siebie nawzajem, tuż przy nasadowej krawędzi głowy. Kształt bukuli jest wąski, klapowaty. Kłujka jest długa i sięga wyraźnie poza środek odwłoka. Na spodzie głowy znajduje się rynienka w której może się ona chować w stanie spoczynku. Czułki odznaczają się pierwszym członem krótszym i grubszym od pozostałych.
Tułów ma grubo punktowane przedplecze, tarczkę i pleury, a w częściach bocznych z punktów tych wyrastają łuskowate szczecinki. Przedplecze jest znacznie szersze niż długie. Jego brzegi boczne są lekko faliste i zaopatrzone w listewki o spiczastych lub zaokrąglonych wyrostkach w części przedniej. Podłużna niepunktowana linia przez środek tarczki jest słabo widoczna. Półpokrywy mają punkty na międzykrywce ułożone w trzy podłużne rządki albo w dwa podłużne rządki i bezładny wzorek. Użyłkowanie zakrywki odznacza się obecnością pojedynczej wyraźnej komórki bazalnej i pięciu żyłek podłużnych. Jeżeli w tylnych skrzydłach występuje hamus, to ma on postać wolnej żyłki w obrębie komórki kubitalnej. Na śródpiersiu występuje delikatnie zaznaczona rynienka do chowania kłujki. Ujścia gruczołów zapachowych zatułowia są wąskie i przedłużone ku tyłowi. Odnóża wszystkich par mają nieuzbrojone w kolce uda i trójczłonowe stopy.
Odwłok ma wszystkie swe przetchlinki umieszczone po stronie brzusznej. Stopień odchylenia ku tyłowi szwu między tergitami trzecim i czwartym jest bardzo niewielki, między czwartym a piątym niewielki, a między piątym a szóstym umiarkowany. Między tergitami czwartym i piątym oraz piątym i szóstym wyraźnie widoczne są blizny po gruczołach zapachowych stadiów larwalnych. Między trzecim i czwartym tergitem blizny te są silnie zredukowane. Trzecie sternum ma trichobotria rozmieszczone na planie trójkąta. Na czwartym sternum tworzą one niemal jedną linię. Piąty i szósty sternit mają po trzy trichobotria, zaś siódmy sternit dwa. Samiec ma pygofor stopniowo przedłużony w stożkowaty wyrostek, paramerę o płacie grzbietowym większym od brzusznego oraz rurkowaty edeagus o krótkim wyrostku gonoporowym i krótkim, trochę nieregularnie zesklerotyzowanym wyrostku helikoidalnym. Falloteka jest około dwukrotnie krótsza od rurkowatej błony łącznej edeagusa. Genitalia samicy mają krótki zbiornik nasienny i od dwóch do trzech razy dłuższy od niego przewód. Lancetowate pokładełko ma wąskie i wydłużone gonapofizy.

## Ekologia i występowanie
Owady te są fitofagami ssącymi soki roślin. W przypadku Meschia zoui jako rośliny żywicielskie wskazuje się figowce.
Przedstawiciele rodziny zamieszkuje krainy australijską i orientalną. Trzy gatunki są endemitami Australii, z których dwa znane są tylko z Queensland, a trzeci wyłącznie z Wyspy Barrowa. Dwa gatunki są endemitami Indii, a jeden znany jest tylko z Junnanu w Chinach.

## Taksonomia
Takson ten wprowadzony został w 2014 roku przez Maliego B. Malipatila. Przez większą część XX wieku jedyny znany wówczas rodzaj tej rodziny, Meschia, klasyfikowany był w obrębie sienikowatych, które to miały wtedy status podrodziny w obrębie zwińcowatych. Jako pierwszy na błędność takiej klasyfikacji zwracał uwagę Geoffrey G.E. Scudder w pracach z lat 1957–1962. W 1964 roku James Alexander Slater opublikował katalog zwińcowatych, w którym Meschia umieszczona została wśród rodzajów o niepewnej pozycji. M.B. Malipatil proponował w 1968 roku umieszczenie tego rodzaju w monotypowej podrodzinie, aż wreszcie w 2014 wprowadził rodzinę Meschiidae, do której zaliczył także nowy rodzaj  Neomeschia. W sumie do rodziny tej zalicza się 12 opisanych gatunków z trzech rodzajów:
- Heissothignus Slater & Brailovsky, 2006
  - Heissothignus armatus Slater & Brailovsky, 2006
  - Heissothignus baitetus Brailovsky, 2011
  - Heissothignus perfectus Slater & Brailovsky, 2006
  - Heissothignus reclusus Slater & Brailovsky, 2006
  - Heissothignus slateri Brailovsky, 2011
- Meschia Distant, 1910
  - Meschia barrowensis Malipatil, 2014
  - Meschia brevirostris Malipatil, Masłowski & Taszakowski, 2022
  - Meschia pugnax Distant, 1910
  - Meschia woodwardi Scudder, 1957
  - Meschia zoui Gao & Malipatil, 2019
- Neomeschia Malipatil, 2014
  - Neomeschia minuta Malipatil, 2021
  - Neomeschia queenslandensis Malipatil, 2014